# Arthur Drewry
Arthur Drewry   (Grimsby, 3 de març de 1891 - 25 de març de 1961) va ser un directiu de futbol anglès que va exercir com a cinquè president de la FIFA, l'òrgan rector mundial del futbol, de 1955 a 1961. Drewry va ocupar diversos càrrecs d'administració de futbol a la seva Anglaterra natal, servint com a president de l'Associació Anglesa de Futbol i president de la Lliga anglesa de futbol.

## Biografia
Drewry va néixer a Grimsby, Lincolnshire, i es va educar a la Grimsby Collegiate School.
El 1911, Drewry es va unir al Lincolnshire Yeomanry, una unitat militar britànica de voluntaris, i va servir a la Primera Guerra Mundial amb l'1/1 de Lincolnshire Yeomanry a Palestina. Drewry va assolir el grau de sergent intendent amb el seu esquadró a Yeomanry. Després de la guerra, el 1919, Drewry es va casar amb la filla d'un comerciant de peix de Grimsby, i Drewry dirigiria el negoci del seu sogre fins a la seva jubilació el 1953. A la Segona Guerra Mundial, Drewry va exercir com a cap de guàrdia i cap de bombers de North Lincolnshire. Drewry va exercir diversos papers cívics al seu Grimsby natal, i va fer tant de conseller municipal com de jutge de pau.

### Administració del futbol anglès
La carrera de Drewry a l'administració del futbol va començar amb el seu servei com a director del Grimsby Town, el president del club era el sogre de Drewry, i el mateix Drewry també es convertiria en president del club. Drewry més tard va exercir com a president de la Lliga de Futbol de 1949 a 1955. Drewry va formar part del Comitè de Selecció Internacional de l'Associació de Futbol des de 1944, i després de la seva presidència de la Lliga de Futbol va exercir com a president de l'Associació Anglesa de Futbol (FA) de 1955 a 1961. Drewry va succeir a Amos Brook Hirst com a president de la FA; Hirst havia dimitit per problemes de salut. Com a president de la FA Drewry va proposar una vegada concedir un punt als equips de la lliga per cada gol marcat per fomentar el futbol ofensiu. Les propostes de Drewry van ser rebutjades pels equips.
Drewry va tenir un paper important en el partit de 1950 entre Anglaterra i els Estats Units en el qual els anglesos van perdre 1-0 davant els forasters a la Copa del Món de la FIFA de 1950 a Belo Horizonte. El seleccionador anglès, Walter Winterbottom, havia volgut fer descansar alguns jugadors per al següent partit contra Espanya, però la seva decisió va ser anul·lada per Drewry, actuant com a seleccionador únic, que va escollir fer un equip sense canvis respecte seu darrer partit, una victòria per 2-0 contra Xile. Stanley Rous, el secretari de Drewry a la FA, el va visitar i el va instar a incloure Stanley Matthews i fer altres canvis a l'equip, però Drewry va ser inflexible en el seu desig de mantenir un equip sense canvis. Després de la derrota contra els Estats Units, Drewry va acceptar quatre canvis a l'equip, però Anglaterra va perdre el seu següent partit davant Espanya per 1-0, i com a resultat va ser eliminat del torneig.
El 1953, Drewry va ser nomenat Comandant de l'Ordre de l'Imperi Britànic (CBE).
Després de la catàstrofe aèria de Munic el 6 de febrer de 1958 que va cobrar la vida d'una sèrie de personal del Manchester United FC, Drewry va ser nomenat president al març del comitè de recaptació de fons per als dependents dels implicats en el desastre. Els fons recaptats havien arribat a les 52.000 £ (equivalent a 1,290,000 lliures el 2021) en el moment del seu desemborsament l'octubre de 1958.
En la seva qualitat de president de la FA, Drewry va ser un dels sis directius de futbol demandats per cinc jugadors del Sunderland FC que van ser suspesos el 1957 per negar-se a respondre preguntes sobre possibles pagaments il·legals. Stanley Rous va exercir com a secretari de Drewry a la FA. Drewry i Rous van viatjar a Suïssa el 1945, a la seu de la FIFA per negociar amb èxit la readmissió de les nacions d'origen britàniques a la FIFA.

### President de la FIFA
Drewry havia estat nomenat vicepresident de la FIFA per Jules Rimet, i va exercir com a president interí durant els sis mesos posteriors a la mort del successor presidencial de Rimet, el belga Rodolphe William Seeldrayers. En el 30è Congrés de la FIFA a Lisboa, Portugal, Drewry va derrotar el francès M. Larfarge per 38 vots contra 16 per a la presidència. Drewry va supervisar la Copa del Món de la FIFA de 1958 durant el seu mandat, i finalment va ser president durant cinc anys abans de morir a causa d'una malaltia durant un any el 1961. Drewry va ser el tercer president de la FIFA que va morir en el càrrec.